# Isola di Moreton
L'isola di Moreton è una grande isola sabbiosa di 186 chilometri quadrati sull'area esterna della baia di Moreton, sulla costa sud-est del Queensland in Australia, a nord di North Stradbroke Island di cui faceva parte fino al 1896, quando una tempesta creò un canale fra le due isole. Si trova a 58 km dalla città di Brisbane.
L'isola è per il 95% Parco Nazionale è una destinazione rinomata per i campeggi, la pesca e il whale watching (osservazione delle balene). Insieme all'isola di Fraser e l'isola di North Stradbroke è una delle più grande strutture sabbiose al mondo.
Il nome fu dato all'isola da Matthew Flinders. Sull'isola sono stati costruiti almeno 5 fari. Un piccolo numero di residenti vive in 4 insediamenti. Si arriva all'isola per mezzo di chiatte o servizi di traghetto.
È una delle aree più umide della città di Brisbane con abbondanti precipitazioni rispetto al resto del sud est del Queensland.
Capo Moreton riceve una media annuale di 1.567 millimetri di pioggia.
In origine era la terra del popolo Morrgunpin.
L'11 marzo 2009 la nave cargo MV Pacific Adventurer perse il suo carico di petrolio a nord dell'isola, a causa del maltempo causato dal ciclone tropicale Hamish. La nave perse 31 container di nitrato di ammonio e 230 tonnellate di petrolio ed è stato portato dalla corrente verso l'isola, colpendo la baia della Luna di miele (Honeymoon Bay), l'isola di Bribie e le spiagge della costa Sunshine.